# Gesse
Die Gesse ist ein Fluss in Frankreich, der in der Region Okzitanien verläuft. Sie entspringt am Plateau von Lannemezan, im Gemeindegebiet von Arné, entwässert generell Richtung Nordost und mündet nach 52 Kilometern im Gemeindegebiet von Espaon als linker Nebenfluss in die Save. Auf ihrem Weg berührt sie die Départements Hautes-Pyrénées, Haute-Garonne und Gers. Da sie in Trockenperioden wenig Wasser führt, wird sie – wie die meisten Flüsse am Plateau von Lannemezan – künstlich bewässert; in ihrem Fall durch den Canal de la Gimone, der wiederum sein Wasser vom Canal de la Neste bezieht.

## Orte am Fluss
(Reihenfolge in Fließrichtung)
- Arné
- Bazordan
- Nizan-Gesse
- Blajan
- Boulogne-sur-Gesse
- Puymaurin
- Cadeillan